# Juan Pablo Ramírez
Juan Pablo Ramírez (Cali, Valle del Cauca, Colombia; 26 de agosto de 1978) es un exfutbolista colombiano.
Juan Pablo tiene el récord de ser el arquero colombiano que recibió gol desde una distancias más lejana, cuando jugaba para el Deportivo Cali en el torneo finalización del 2005 Erwin "Alpinito" Carrillo del Unión Magdalena le anotó un gol desde una distancia de 82 metros.

## Clubes
| Club              | País     | Año       |
| ----------------- | -------- | --------- |
| Santa Fe          | Colombia | 2001-2003 |
| Deportivo Cali    | Colombia | 2004      |
| Atlético Huila    | Colombia | 2005      |
| Deportivo Cali    | Colombia | 2005-2006 |
| Atlético Nacional | Colombia | 2006      |
| Junior            | Colombia | 2007      |
| Deportivo Cali    | Colombia | 2007-2010 |

## Palmarés

### Campeonatos nacionales
| Título              | Club           | País     | Año  |
| ------------------- | -------------- | -------- | ---- |
| Torneo Finalización | Deportivo Cali | Colombia | 2005 |
| Copa Colombia       | Deportivo Cali | Colombia | 2010 |